# Bernat de Sarrià

Escut de l'antic poble de Sarrià, així com de la família Sarrià

Bernat de Sarrià (Sarrià, 1266 - Xàtiva, 31 de desembre de 1335) va ser un important cavaller al servei dels reis de la Corona d'Aragó, per als quals va exercir diverses funcions diplomàtiques i militars. Va sobreeixir en la seua faceta d'almirall.

## Orígens
La família de Bernat de Sarrià procedia de la vila de Sarrià. Fou fill del cavaller Vidal de Sarrià, qui el 1259 obtingué beneficis del rei Jaume el Conqueridor, com molts dels col·laboradors en la conquesta cristiana de València. Va ser arrendatari del castell de Confrides, durant el procés de consolidació de la conquesta del Regne de València.

## Vespres sicilianes
Va participar molt jove, al costat del seu germà Vidal, el 1282, en la conquesta de Sicília per Pere el Gran, afavorida per la revolta dels illencs (Vespres Sicilianes) que s'oposaven al germà de Carles IX de França, Carles I d'Anjou, a qui el papa Climent IV havia concedit el regne sicilià. El regne es va dividir en el Regne de Sicília, insular, i el Regne de Nàpols, peninsular, entre els que va esclatar una llarga guerra. Llavors el jove cavaller comanda les naus sicilianes contra els partidaris del noble gal combatent amb ferocitat, atacant fins i tot llocs de l'Església. El Papa Martí IV qualifica els expedicionaris com a "vertaders diables". Bernat de Sarrià fa incursions a Sicília, Calàbria i Nàpols, a més de conquerir Capri i Pròixida, i calar foc a Astura. L'infant Jaume, fill de Pere el Gran, va heretar el tron de Sicília, però el fets aliaren contra seu dues forces poderoses: França i el papat; aquest darrer va cridar a la Croada contra la Corona d'Aragó entre el 1284 i 1285.
Mentre Roger de Llúria atacava el Llenguadoc el febrer de 1286, Bernat de Sarrià i Berenguer de Vilaragut atacaven la costa de la Pulla l'estiu del mateix any com a venjança per la invasió que els francesos van fer a Catalunya uns mesos abans, amb la intenció de minvar les possibilitats d'aprovisionament de naus i homes per al bàndol angeví en la guerra siciliana. Bernat de Sarrià, amb dotze galeres va atacar Capri, Procida, Gaeta, Astura, Sorrento i Possitano, mentre que Berenguer de Vilaragut, amb vint galeres, després de bloquejar tres dies el port de Bríndisi, va atacar Corfú i va retornar a Messina.
Bernat de Sarrià escortà la princesa Blanca de Nàpols al monestir de Vilabertran, a l'Alt Empordà, on la joveníssima filla de Carles II de Nàpols contrau matrimoni amb Jaume el Just el 1295, conforme estipulava la Pau d'Anagni. El monarca el nomena almirall a Roma el 1296. Al maig de 1296 Jaume el Just enceta a contracor la guerra contra el seu germà, autoproclamat rei de Sicília, Frederic II de Sicília. Bernat de Sarrià comanda l'exèrcit, acompanyat d'una gran armada dirigida per Roger de Llúria, que hostilitza l'illa. La pau arriba l'any 1302 amb l'Acord de Caltabellotta, gràcies al qual Frederic continuava al tron insular i la Corona d'Aragó de fet consolida el control del Mediterrani occidental.

## Campanya al Regne de Múrcia
L'almirall va prendre part a les operacions militars entre Jaume II, que pretenia la conquesta del Regne de Múrcia, i Ferran IV de Castella. Comanda l'armada i té un paper destacat el 1300 al setge terrestre de Llorca. És nomenat Procurador General del Regne de Múrcia l'1 d'abril. El mateix any, el 8 de maig, funda amb caràcter oficial la Vila Joiosa. Durant la guerra manté contactes amb el sobirà marroquí Abu-r-Rabí Sulayman ibn Yússuf, l'infant Enric de Castella i el rei Muhammad III al-Mahlua.
En 1303 presta diners a Eymeric d'Usall per fer possible la seva primera ambaixada a Egipte, encaminada a rescatar l'alt dignatari del Temple, fra Dalmau de Rocabertí, i encarrega a Guillem de Sitges que procuri la seva devolució.
El 1304 arriba la pau amb l'abandó del Regne de Múrcia i la incorporació al Regne de València de ciutats com Alacant, Elx, Guardamar, Oriola, segons estableix la Sentència Arbitral de Torrelles, que signa Bernat de Sarrià.

## L'intent de conquesta del Regne de Granada
El 1308, se signa el tractat d'Alcalá de Henares, que tenia com a finalitat unir les forces de la Corona d'Aragó i Corona de Castella contra el Regne de Granada. A l'abril realitza viatges diplomàtics a diverses ciutats per mantenir la pau amb governants del Mediterrani: Marsella, Gènova, Nàpols, Palerm i Tunis. El 1309 la campanya militar contra al-Mariyya comandada per l'almirall fracassa per la falta de col·laboració dels castellans.

## Guerra entre Sicília i Nàpols
Bernat de Sarrià torna el 1313 a Sicília a defensar el rei Frederic II contra el Robert I de Nàpols amb el comandament de les naus illenques, causa que l'obliga a empenyorar els seus senyorius. La guerra, amb una treva per entremig, té fites victorioses per a ell a Castellmar, a Gerba i a les Quèrquens.

## Al Regne de València
De 1323 a 1327 l'almirall ocupa el càrrec de portantveus de general governador del Regne de València, en nom d'Alfons el Benigne, la màxima autoritat no reial com a substitut de l'hereu de la corona. És present el 1324 al gran consell de Lleida que sentencia la corona mallorquina a favor de Jaume III de Mallorca, i atorga la Carta de Poblament a Benidorm el 8 de maig de 1325 sobre poblaments anteriors, fet que creava la vila de Benidorm. La intenció de Bernat de Sarrià era poblar-lo de cristians per explotar els recursos del terme i donar suport a les tropes del castell. Calia controlar la vora litoral de la Marina Baixa contra els musulmans, tant dels habitants de la comarca, com dels que vindrien per mar.
El 1330, durant el regnat d'Alfons el Benigne el vell militar comandà un estol de naus per vigilar l'Estret de Gibraltar.

## La successió d'Alfons el Benigne
Va donar suport als partidaris dels fills de la segona muller d'Alfons el Benigne, Elionor de Castella contra l'infant Pere, el futur Pere el Cerimoniós, fill de la primera muller, Teresa d'Entença i les seves pretensions de crear un gran conjunt de dominis al Regne de València per als seus fills, però aquestes van generar un rebuig molt enèrgic entre la població valenciana. L'aristocràcia es va dividir entre els elionoristes i els seguidors de l'Infant Pere. Entretant, Bernat de Sarrià va ser nomenat alcaid del castell de Xàtiva. A la fortalesa es refugia un dels fills de la reina, Ferran, i planta cara el 1335 a la host de l'infant Pere. Però Bernat de Sarrià no va veure la fi del conflicte, car el 31 de desembre de 1335 va morir a Xàtiva. Al mancar de descendència legitima, després de la seva mort, van passar les seves possessions a l'infant Pere.